# كربون لابلوري

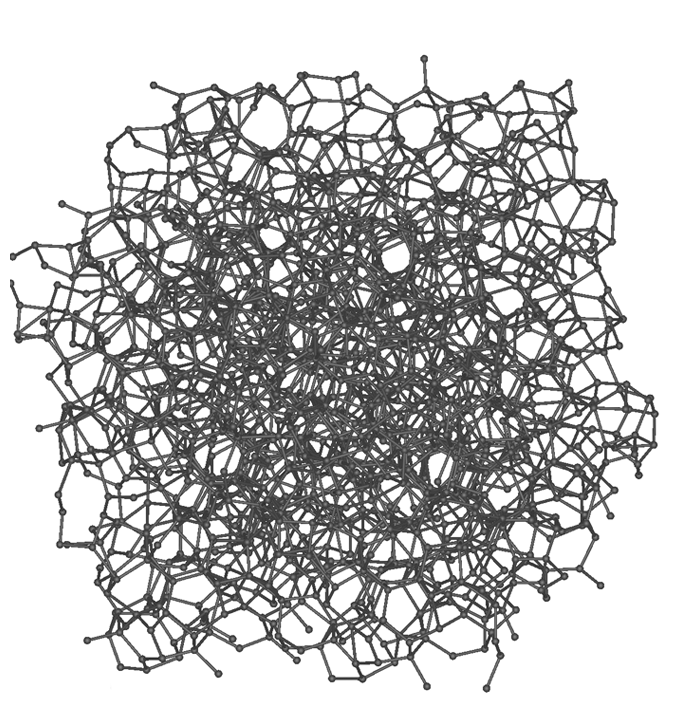

الكربون اللابلوري هو شكل من متآصلات الكربون، لا يبدي فيه العنصر أي بنية بلورية منتظمة، إنما يكون على شكل مادة لابلورية.
يطلق اسم الكربون اللابلوري على المادة الموجودة في الفحم والسناج والأشكال الأخرى من الكربون، التي لا يكون فيها في أحد الأشكال المعروفة مثل الغرافيت أو الألماس. ولكن من منطلق علم البلورات فإن الكربون الموجود في تلك المواد لا يكون لابلورياً بالكامل، حيث أنه يحوي على بنى بلورية متعددة من الغرافيت أو الألماس، وذلك داخل شبكة الكربون اللابلورية.
مع تطور التقنيات التي تمكّن من إنماء الطبقات الرقيقة أصبح من الممكن صناعة مادة كربون لابلورية بالكامل. تشمل هذه التقنيات كل من الترسيب الكيميائي للبخار والترسيب بالرش المهبطي وغيرها. يكون للكربون اللابلوري المصطنع بهذه الطرق يحوي على إلكترونات باي π متموضعة وذلك على العكس من روابط باي العطرية في الغرافيت، كما أن الروابط بين الذرات في الكربون اللابلوري تكون ذات أطوال متباينة، كما أنه يحوي على تركيز مرتفع من الروابط المتدلية، والتي تسبب انحرافاً عن القيمة الوسطية للمسافات بين الذرية القياسية، والتي تقاس عادة ياستخدام تقنيات الحيود.

## اقرأ أيضاً
- كربون زجاجي
- مادة لابلورية
- كربون شبيه الألماس